# Frances Carteret
Frances Carteret (nascida Worsley; Appuldurcombe House, 6 de março de 1694 – Hanôver, 20 de junho de 1743) foi uma nobre inglesa. Ela foi vice-rainha da Irlanda como esposa de John Carteret, 2.º Conde Granville, o Lorde Tenente da Irlanda. Mais conhecida como Senhora Carteret, não chegou a tornar-se condessa Granville, pois faleceu antes da ascensão do marido ao título.

## Família
Frances era a única filha de Sir Robert Worsley, 4.º Baronete Worsley, e de Frances Thynne, a Senhora Worsley.
Os seus avós paternos eram Sir Robert Worsley, 3.º Baronete Worsley e Mary Herbert. Os seus avós maternos eram Thomas Thynne, 1.º Visconde Weymouth e Frances Finch.
Sua trisavó paterna era Susan de Vere, Condessa de Montgomery, descendente de William Cecil, principal conselheiro da rainha Isabel I de Inglaterra. Já sua trisavó materna era Frances Devereux, filha de Robert Devereux, 2.º Conde de Essex, um favorito de Isabel I, que tornou-se enteado do outro favorito da rainha, Roberto Dudley, 1.º Conde de Leicester, quando ele se casou com a mãe de Devereux, Lettice Knollys, uma neta de Maria Bolena, irmã de Ana Bolena, mãe da rainha Isabel I. Portanto, Frances também era descendente de Maria Bolena através de Lettice Knollys.

## Biografia
No dia 17 de outubro de 1710, em Longleat House, aos 16 anos, Frances se casou com John Carteret, o então 2.º Barão Carteret, de 20 anos. Ele era filho de George Carteret, 1.º Barão Carteret e de Grace Granville, 1.º Condessa Granville. Eles tiveram seis filhos.

### Vida na Irlanda
Quando o marido se tornou o novo Lorde Tenente da Irlanda, a senhora Carteret o acompanhou até o país; foram 30 meses de visitas, durante um período de vice-regência de 5 anos. Ela cativou o povo, mostrando o seu comprometimento ao papel de vice-rainha, ao trazer suas filhas jovens para viver lá, além de acompanhar o marido em todas as suas visitas. Frances entreteve membros de partidos políticos opostos na residência do vice-rei no Castelo de Dublin, durante a controvérsia do metalúrgico, William Wood, o qual agitou o início do governo de John. A nova vice-rainha sabia como manter uma corte, apesar de nunca ter tido prática anteriormente, devido ao fato de que marido ocupou a posição de Senhor da Câmara do rei Jorge I da Grã-Bretanha.
Ao desenvolver o papel social do escritório do vice-rei, Frances imitou a corte da Casa de Hanôver e a então princesa de Gales, Carolina de Brandemburgo-Ansbach, sediando visitas de salão em casa, duas vezes por semana. Isso transformou a "corte" dela no foco da sociedade local, e estabeleceu um novo padrão para a hospitalidade por parte de uma vice-rainha.
A senhora Carteret era admirada por sua beleza, voz de canto, e os casamentos fortuitos que arranjou para as filhas. Uma frequentadora entusiasta de eventos musicais em Londres, ela também sediava peças de teatro e concertos no castelo, e o senhor e a senhora Carteret incentivavam os números da audiência numa peça ao comparecerem para assisti-la.
Em 1743, Frances acompanhou o marido numa visita à Hanôver, na atual Alemanha, quando John ocupava o cargo de Secretario do Estado para o Departamento do Norte. Ela adoeceu quando o marido estava partindo para a Batalha de Dettingen, mas o convenceu a deixá-la para trás. Logo, Frances veio a falecer em 20 de junho daquele ano, aos 49 anos. Ela foi enterrada na cripta da família Carteret, na Abadia de Westminster, em Londres, apenas em 23 de dezembro.
Após a morte de Frances, John tornou-se conde Granville como sucessor de sua mãe, em 1744, e casou-se com Sophia Fermor, com quem teve mais uma filha.

## Legado
Frances era uma mecenas da artes bem requisitada, e chegou a ser homenageada por Jonathan Swift (um amigo dela e de sua mãe), Patrick Delany e Thomas Sheridan. Ela é o tema de diversos poemas, tais como Apology to Lady Carteret, atribuído à Swift ou Delany, o qual contém uma desculpa pela ausência num jantar no castelo, e celebra "o lustre vivo dos olhos [da Senhora Carteret]".
Segundo Swift ela era:
"a melhor rainha a qual já conhecemos na Irlanda nesses muitos anos".

## Descendência
- Grace Carteret (8 de julho de 1713 – 23 de julho de 1755), foi esposa de Lionel Tollemache, 4.º Conde de Dysart, com quem teve oito filhos;

- Louisa Carteret (1714 – 25 de dezembro de 1736), foi a segunda esposa de Thomas Thynne, 2.º Visconde Weymouth, com quem teve dois filhos;

- Georgiana Caroline Carteret (12 de fevereiro de 1715 – 21 de agosto de 1780), foi esposa de Sir John Spencer, com quem teve dois filhos;
- George Carteret (n. 14 de fevereiro de 1716);
- Frances Carteret (6 de abril de 1718 – 25 de dezembro de 1788), foi esposa de John Hay, 4.º Marquês de Tweeddale, com quem teve cinco filhos;
- Robert Carteret, 3.º Conde Granville (21 de setembro de 1721 – 13 de fevereiro de 1776), sucessor do pai e membro do Parlamento. Não se casou e nem teve filhos.